# Euchromadora mortenseni
Euchromadora mortenseni är en rundmaskart som först beskrevs av Allgen 1947.  Euchromadora mortenseni ingår i släktet Euchromadora och familjen Chromadoridae. Inga underarter finns listade i Catalogue of Life.